# Caddie

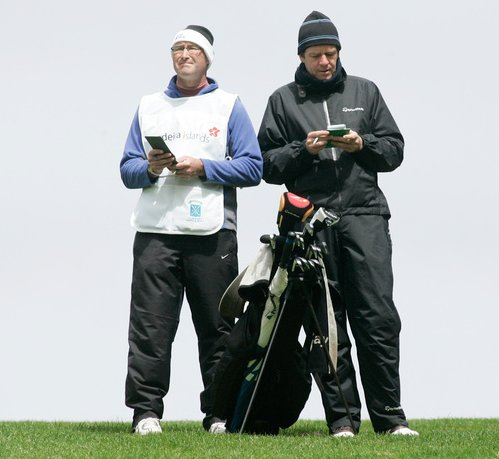
Rolf Muntz en zijn caddie bestuderen hun baanboekjes

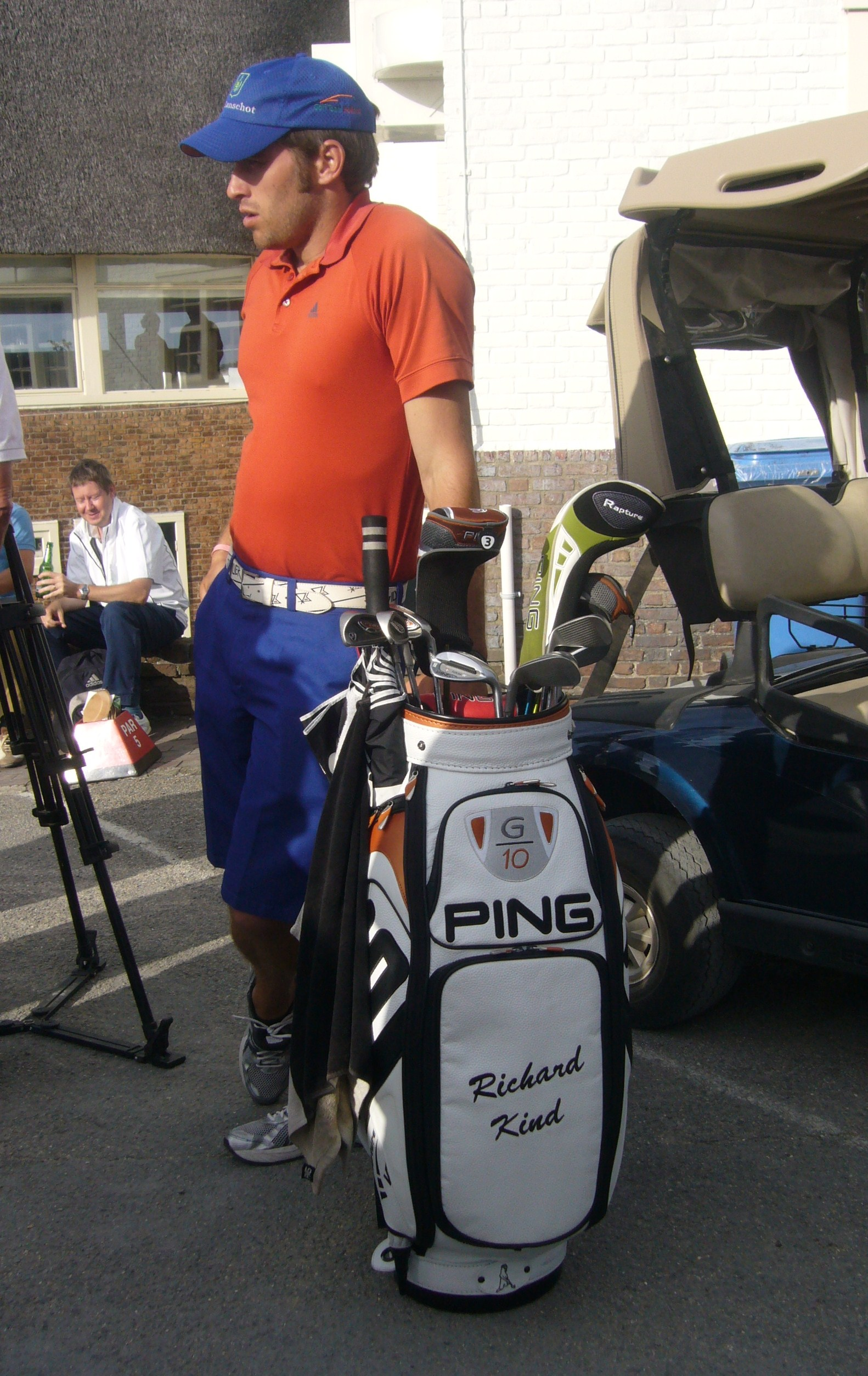
Richard Kinds caddie bewaakt zijn tas

Een caddie is een persoon die een golfer assisteert tijdens een golfwedstrijd. Dit assisteren bestaat uit het dragen van de golftas en het schoonhouden van de clubs en soms ook het adviseren over de te gebruiken clubs, het informeren over de baan (te overbruggen afstanden, ligging van de bunkers en waterhindernissen e.d.) en algemene ondersteuning.
Topspelers maken vaak lange tijd gebruik van de diensten van dezelfde caddie. Zo had Bernhard Langer 22 jaar lang dezelfde caddie. Ian Woosnam bediende zich veertien jaar lang van één en dezelfde caddie.

## Taken
Enkele universele taken van de caddie:
- Dragen en bewaken van tassen
- Reinigen van clubs

Ook het beheren van het baanboekje en het berekenen van afstanden behoort tot de meer algemene taken van de caddie. Soms bespreken speler en caddie daarnaast ook de clubkeuze en de puttlijn.
Afhankelijk van toepasselijke reglementen kan gebruikgemaakt worden van trolleys om de tassen te vervoeren.

## Vakbond
Caddies worden vertegenwoordigd door de Caddies Union.